# Styl sytuacyjny
Styl sytuacyjny (podejście sytuacyjne) – nurt w teorii zarządzania stwierdzający, że każdą sytuację należy rozpatrywać indywidualnie.
Styl ten jest przez wielu uznawany raczej za połączenie innych podejść do zarządzania niż za osobny nurt. Stwierdza bowiem tylko, że dana sytuacja jest najlepiej rozumiana przez zarząd organizacji i to on powinien dostosować do niej konkretne rozwiązania wynikające z innych teorii. Inne nurty w teorii zarządzania, takie jak podejście naukowe czy human relations podają konkretne sposoby zarządzania organizacją. Natomiast w tym nurcie wskazuje się jedynie aby korzystać z różnych rozwiązań zależnie od zastanej sytuacji.
Szkoła sytuacyjna opracowuje modele, w których jako kryteria podziału systemu przyjmuje siłę wpływu otoczenia na poszczególne podsystemy. W takim ujęciu organizacja składa się z trzech głównych subsystemów: strategicznego, koordynacyjnego i operacyjnego; różnią się co do stopnia otwartości względem otoczenia zewnętrznego.